# Masnou
El Masnou (oficialmente en catalán: El Masnou) es un municipio de la provincia de Barcelona, en la comunidad autónoma de Cataluña en España. Cuenta con una población de 24 479 habitantes (INE 2024).

## Geografía
Integrado en la comarca del Maresme, se sitúa a 19 kilómetros de la capital catalana. El término municipal está atravesado por la Autopista del Maresme (C-32) y por la antigua carretera N-II entre los pK 633 y 636. 
El relieve está caracterizado por la franja costera entre Premiá de Mar y Montgat y por las primeras elevaciones de la Cordillera Costero Catalana, si bien la altitud oscila entre los 75 metros y el nivel del mar. El centro urbano se alza a 26 metros sobre el nivel del mar. 
| Noroeste: Alella           | Norte: Teyá           | Noreste: Teyá             |
| Oeste: Alella y Montgat    |                       | Este: Premiá de Mar       |
| Suroeste: Mar Mediterráneo | Sur: Mar Mediterráneo | Sureste: Mar Mediterráneo |

## Historia
El actual término municipal de Masnou perteneció, antiguamente, a San Félix de Alella y a San Martín de Teyá, pueblos colindantes relativamente alejados del mar para protegerse de los ataques de los piratas. Su población vivía de la agricultura y la pesca y, en la playa se establecieron las comunidades de pescadores. Contaba con astilleros propios donde se construían grandes veleros y embarcaciones de pesca.
Con el paso del tiempo fueron construyéndose masías fortificadas cercanas a la playa y, a partir de 1812, con la proclamación de la Constitución Liberal, la villa pudo escoger alcalde. No obstante, la segregación e independencia de Masnou respecto de Teyá no se produjo hasta 1825. El nuevo municipio incorporó el barrio de Ocata y posteriormente, en 1846, el barrio de Alella del Mar, llamado también Cases del Mar.
Masnóu conserva hasta el día de hoy los títulos de "Villa Benéfica" concedido en 1902 por el rey Alfonso XIII, con motivo de la construcción de un asilo benéfico (la Casa Benéfica) y el de "Ilustrísima Villa", concedido en 1909 —también por Alfonso XIII— por la construcción, sin ayuda alguna, de la Escuela Nacional (actual escuela de Ocata).
Masnóu fue lugar de veraneo para la alta burguesía catalana que dejó su impronta en los diversos chalets y "torres" construidos durante los siglos XIX y XX.

## Símbolos

### Escudo
El escudo de Masnou fue aprobado el 15 de diciembre de 2005 y publicado en el DOGC el 4 de enero de 2006, y se define como sigue:

Escudo de dama. En campo de azur, una casa de plata acompañada en punta por dos llaves cruzadas en sautor con los dientes hacia arriba y hacia afuera, la de oro en banda y por encima y la de plata, en barra y por debajo. Por timbre una corona mural de villa.

La casa (en catalán mas) es, literalmente, una casa o villa campestre, y hace referencia al "Mas nou" (casa nueva) alrededor de la cual creció el municipio. Las llaves son el atributo de San Pedro, patrón de la villa.

### Bandera
La bandera que actualmente ondea en el ayuntamiento de Masnou, aprobada en el Pleno Municipal de 18 de octubre de 2007 es tricolor, de arriba abajo, blanco, azul oscuro y amarillo.

## Administración y política
A partir de 1979 el municipio celebró las primeras elecciones de la etapa democrática. Fue seis veces elegido como alcalde Josep Azuara González por el grupo de CiU. Posteriormente en 2003 fue elegido como alcalde Eduard Gisbert Amat (PSC), quien gobernó hasta el 2011 junto a ICV-EUiA-E. Del 2011 al 2015 Masnou fue gobernado por Pere Parés i Rosés, de CiU. Actualmente, el ayuntamiento está gobernado por Jaume Oliveras Maristany (ERC)
Resultados electorales - El Masnou, 2015
| Candidatura    | Cabeza de lista          | Votos | Regidores | % Votos |
| -------------- | ------------------------ | ----- | --------- | ------- |
| ERC - MES - AM | Jaume Oliveras Maristany | 2843  | 6         | 27,27   |
| CiU            | Pere Parés Rosés         | 2262  | 5         | 21,7    |
| Cs             | Francisco Avilés         | 1258  | 3         | 12,07   |
| CUP - PA       | Sandra Miras             | 1231  | 2         | 11,81   |
| ICV - EUiA     | Maxim Fábregas           | 1081  | 2         | 10,37   |
| PSC - CP       | Ernest Suñé              | 971   | 2         | 9,32    |
| PPC            | Federico de las Heras    | 561   | 1         | 5,38    |
| Voto en blanco |                          | 217   |           | 2,08    |
| Voto nulo      |                          | 70    |           | 0,67    |
| Abstenciones   |                          | 7179  |           | 40,62   |

## Demografía
Masnóu cuenta con una población de 24 479 habitantes (INE 2024).
| Gráfica de evolución demográfica de Masnóu entre 1842 y 2021                                                          |
| |
| Población de derecho según los censos de población del INE. Población de hecho según los censos de población del INE. |

## Economía
En la actualidad, la agricultura ha desaparecido casi por completo. Antaño estaba dedicada al cultivo de frutas, hortalizas y verduras.
Actualmente, su principal y casi único cultivo es el de la flor, especialmente el Clavel que se exporta a casi toda Europa.
La industria es más importante. Predomina el sector del textil (géneros de punto), encabezadas por la compañía DOGI. Hay también industrias dedicadas a la construcción, la cerámica, el vidrio (Ramón Clemente) y productos farmacéuticos (Alcon-Novartis
).

## Cultura
La Fiesta Mayor se celebra el 29 de junio, San Pedro. Durante una semana se organizan actividades ciudadanas, comidas vecinales, conciertos, bailes, tanto al aire libre como en distintos recintos. La verbena de San Pedro se cierra con un castillo de fuegos artificiales en la playa.
Ple de Riure: Anualmente sobre la tercera semana de julio se celebra en una carpa de circo instalada en la playa enfrente del ayuntamiento el festival internacional de teatro cómico Ple de Riure, que en 2008 celebró su XII edición. A él acuden artistas y compañías de teatro cómico de todo el mundo a presentar sus últimas creaciones. Aunque los espectáculos celebrados dentro de la carpa son de pago, hay actuaciones públicas y gratuitas repartidas por todo el pueblo, y actuaciones musicales en la playa junto a la carpa. El festival surgió de una iniciativa del grupo cómico The Chapertons, que desde entonces se encarga de su organización.
En el Espacio Escénico de Ca n'Humet se ha instalado un programa fijo de teatro, en el que se representan obras de teatro, musicales, conciertos, y todo tipo de expresiones artísticas.

### Deporte
En Masnou hay dos clubes de fútbol, el Club Deportiu Masnou y el Atletic de Masnou. En vela destaca el Club Náutico El Masnou. También existe el El Masnou Basquetbol y el Club Patinatge Artístic del Masnou, que a lo largo de su reciente historia ha cosechado éxitos tales como campeonatos provinciales, estatales y europeos en la modalidad de show conjunt, así como un subcampeonato del mundo que se celebró en Taiwán en el año 2007.

### Monumentos y lugares de interés
- Casa de la Villa, de estilo neoclásico del arquitecto Miquel Garriga Roca
- Museo Cusí de Farmacia
- Casa Benéfica, de estilo modernista
- Casa del Marqués de Masnou, de estilo neoclásico
- Casino, edificio modernista con algunos elementos eclécticos.
- Casa de Cultura, también de estilo modernista
- CEIP Ocata, interesante adaptación del estilo modernista a instalaciones de uso público.
- Museo Municipal de Náutica de Masnou. Está situado en el actual Edificio Centro.

### Entidades y asociaciones
- Agrupament Escolta Foc Nou
- Colla de Geganters del Masnou
- Agrupació Sardanista del Masnou
- Colla Bastonera Ple de Cops
- Trabucaires d'Ocata
- Associació de Voluntaris de Protecció Civil pel Masnou
- Anacrusa Musics del Masnou
- Ocata Activa
- Associació de veïns Cul d´Ocata
- ADAM (Associació en Defensa dels Animals del Masnou)
- Vatukem Perkussió
- Diables del Masnou
- Lleureka
- Gent del Masnou
- Xalupa
- Club del Ritme
- A les Barrakades
- Esplai Sant Pere del Masnou

### Colegios e institutos
- Escuela-Instituto Lluís Millet
- C.E.I.P Ocata
- C.E.I.P Ferrer i Guardia
- C.E.I.P Rosa Sensat
- C.E.I.P Salvador Espriu (Marinada)
- Sagrada Família
- I.E.S MEDITERRANIA
- I.E.S MAREMAR
- Escolàpies el Masnou
- Escuela Bergantí